# Fyah
Fyah è il secondo album in studio del cantante sanvicentino Kevin Lyttle, pubblicato il 24 agosto 2008 sotto l'etichetta Universal.

## Tracce
1. Fyah – 3:29
2. That Vibe – 3:33
3. Be Alright (feat. Skinny Fabulous) – 3:37
4. Dangerous – 3:52
5. Something About You – 3:58
6. Never Got Her Name – 3:25
7. My Girl – 2:56
8. Nobody Like You – 2:57
9. One More Try – 4:07
10. Come See Me – 3:39
11. Party With Me – 3:42
12. Too Good For Me – 4:00
13. Don't Want U To Cry – 4:54
14. Take A Ride – 3:24
15. Only You (Extended Mix) – 4:02
16. Turn Me On (Love Child Remix) – 3:32
17. Fyah (Remix) – 3:38
18. Fyah (Club Mix) – 8:14

## Classifiche
| Classifiche (2008) | Posizione massima |
| ------------------ | ----------------- |
| Giappone           | 46                |